# 제프리 지울리아노
제프리 줄리아노(Geoffrey Giuliano, 1953년 9월 11일 ~ )는 미국의 배우, 작가이다. 로체스터에서 태어났다.
넷플릭스의 히트 시리즈 《오징어 게임》에서 VIP 4의 역할로 등장함으로써 국제적인 관심을 받았다.

## 출연 작품
- 반도 (2020년) - 홍콩 보스 역
- 메카닉: 리크루트 (2016년) - 남자 역
- 바이킹덤-신과의 전쟁 (2013년)
- 이너샤 (2012년)
- 스콜피온 킹 3: 더 배틀 포 리뎀션 (2012년)
- 영웅: 샐러멘더의 비밀 (2010년) - 원 아이 존 역
- 방콕 아드레날린 (2009년)
- 미스티어리어스 아일랜드 (2005년)
- 스톤드 - 브라이언 존스 이야기 (2005년)